# De Avondetappe (televisieprogramma)
De Avondetappe is een praatprogramma van de Nederlandse omroep NOS dat in het teken staat van de Tour de France. Vanaf de zomer van 2024 is er ook een editie tijdens de Tour de France Femmes.

## 2003-2014
Sinds 2003 werd het tijdens de Tour de France dagelijks op de late avond, rond een uur of 11, uitgezonden. De Avondetappe was onderdeel van een reeks zomersportprogramma's (NOS Studio Sportzomer). De presentatie van het programma was in handen van Mart Smeets. In eerste instantie zou het programma na de editie van 2011 stoppen, maar op de laatste uitzendavond werd bekendgemaakt dat er ook in 2012 een editie zou zijn. Smeets nam uiteindelijk ook in 2013 en 2014 de presentatie op zich. Eindredacteur Jan Stekelenburg (2003 - 2014) overleed in juni 2023. 

### Opzet
De opzet van het programma was gedurende de seizoenen met Mart Smeets vrijwel elke avond hetzelfde.
- Twee gasten - Mart Smeets nodigt in zijn programma twee gasten uit. Deze hebben juist wel of juist niet iets te maken met de Ronde van Frankrijk; vaak in combinatie met elkaar (één wielergast en één geïnteresseerde bekende Nederlander). In 2011 en 2012 was er naast de twee wisselende gasten steeds een vaste tafelheer/dame aanwezig die telkens een dag of 5, 6 achtereen aanschoof. In 2011 waren dit Ronald Waterreus, Thijs Zonneveld, Edwin Winkels en Renate Verhoofstad. Vanaf 2012 zijn dit Bert Wagendorp, Thijs Zonneveld en Edwin Winkels.
- Terugblik op de etappe; beelden van de etappe met commentaar van Smeets.
- Gesprek met de gasten over de etappe, de Tour, wielrennen, of andere zaken.
- Gasten op pad; de meeste gasten gaan op pad in de Tour-karavaan om daar mensen te interviewen of oude bekenden weer te zien.
- Tot en met 2007 was er het gedeelte Tourjourneel (later Au Tour de Jean genoemd), waarbij Jean Nelissen elke dag op bezoek ging bij een oud-renner of iemand die in het verleden belangrijk was geweest in de Tour.
- In 2008 werd Nelissen vervangen door het onderdeel Le Tour de Fifi. Hierin vertelt Philip Freriks op diverse locaties verhalen over de Franse cultuur en geschiedenis. In 2010 voor het laatst, als Au Tour de Fifi.
- Tijdens de 100e Tour in 2013 kwam Joost Prinsen met een door Frank Heinen geschreven bijzonder verhaal over de Tour de France.
- Kijkersonderdeel. In 2006 ging het om een quiz waarbij kijkers een gestopt fragment te zien krijgen waarvan geraden moest worden hoe het afliep. In 2007 en 2008 ging het om een filmpje dat de kijkers konden inzenden. In 2007 heette dit onderdeel de Tourtube, in 2008 werd de naam na protesten van YouTube veranderd in Het fietsbandje. Vanaf 2009 werd een nieuw onderdeel geïntroduceerd als vervanging voor "Het fietsbandje", waarbij de kijkers een fietser moeten raden door middel van een rebus: Wie is de renner?"; in 2014 met het animatiefilmpje de Renner Kenner.
- Vanaf 2011 werd in De etappe van morgen een blik geworpen op hoe het parcours zich verhoudt tot die in het verleden van de Tour de France.
- Tijdens de Tour in 2012 werd een nieuw vast onderdeel toegevoegd. In het onderdeel "Waar is Johnny?" wordt Johnny Hoogerland gevraagd wat hij denkt over de dag van morgen of andere aan het wielrennen gerelateerde zaken. Dit onderdeel ontbrak in enkele afleveringen.
- De eindtune: Buenas noches mi amor (1957) van zangeres Dalida.

Tijdens de Ronde van Frankrijk 2005 was er het onderdeel "De Tour van '80", een terugblik op een etappe uit de Ronde van Frankrijk van 1980.

## 2015-heden
In 2015 werd De Avondetappe eenmalig vervangen door het programma NOS Studio Tour, gepresenteerd door Dione de Graaff en Gert van 't Hof, vanuit de studio in plaats van live op locatie. Een jaar later kwam De Avondetappe terug met uitzendingen op locatie. De Graaff voerde het gesprek aan tafel met terugkerende gasten zoals Danny Nelissen, Thijs Zonneveld, Marijn de Vries, Edwin Winkels en Rob Harmeling. Herman van der Zandt deed interviews op locatie. Deze formule werd tot en met 2019 gehanteerd. In 2018 werd elke uitzending afgesloten door Jan Janssen, die met zijn dagboek terugblikte op zijn tour van 1968. Vanwege de coronacrisis werd De Avondetappe in 2020 en 2021 vanuit Nederland uitgezonden.

## Afleveringen

### 2013
Presentatie: Mart Smeets. Eindmuziek: "Buenas Noches Mi Amor" (Dalida).
| Nr. | Uitzenddatum | Locatie             | Openingsnummer                                            | Gasten                                                                                         |
| --- | ------------ | ------------------- | --------------------------------------------------------- | ---------------------------------------------------------------------------------------------- |
| 1   | 29 juni      | Bastia              | Non, je ne regrette rien (Édith Piaf)                     | Bert Wagendorp, Edwin Winkels, Thijs Zonneveld                                                 |
| 2   | 30 juni      | Ajaccio             | Waterloo (ABBA)                                           | Nando Boers, Raymond Kerckhoffs, Mark Misérus                                                  |
| 3   | 1 juli       | L'Île-Rousse        | Mama Corsica (Patrick Fiori)                              | Edwin Winkels, Rosé Mentink, Bobbie Traksel                                                    |
| 4   | 2 juli       | Nice                | Le Métèque (Georges Moustaki)                             | Edwin Winkels, Henk Lubberding, Henk Grol, David Walsh                                         |
| 5   | 3 juli       | Marseille           | Aïcha (Khaled)                                            | Edwin Winkels, Maarten Tjallingii, Bert van Marwijk                                            |
| 6   | 4 juli       | Montpellier         | Déshabillez-moi (Juliette Gréco)                          | Edwin Winkels, Marijn Poels, Reinier Honig                                                     |
| 7   | 5 juli       | Albi                | Caravane (Raphaël)                                        | Edwin Winkels, Dennis van Winden, Filemon Wesselink                                            |
| 8   | 6 juli       | Mirepoix            | C'est fini (Charles Aznavour)                             | Edwin Winkels, Tim Krabbé, Marcel Wintels                                                      |
| 9   | 7 juli       | Nantes              | Dans la jungle (Renaud)                                   | Johnny Hoogerland, Roy Curvers                                                                 |
| 10  | 8 juli       | Missillac           | Et maintenant (Gilbert Bécaud)                            | Thijs Zonneveld, Bauke Mollema, Laurens ten Dam, Luuc Eisenga                                  |
| 11  | 9 juli       | Saint-Suliac        | Adieu (Cœur de pirate)                                    | Thijs Zonneveld, Kenny van Hummel, Churandy Martina                                            |
| 12  | 10 juli      | Cancale             | La Mer (Charles Trenet)                                   | Thijs Zonneveld, Ellen van Dijk, Herman Ram                                                    |
| 13  | 11 juli      | Chissay-en-Touraine | Je veux (Zaz)                                             | Thijs Zonneveld, Rob Harmeling, Jans Koerts                                                    |
| 14  | 12 juli      | Montluçon           | Le vent nous portera (Noir Désir)                         | Thijs Zonneveld, Hans Vandeweghe, Nico Verhoeven                                               |
| 15  | 13 juli      | Lyon                | Une belle histoire (Michel Fugain)                        | Thijs Zonneveld, Winnie Sorgdrager, Ariane Greep                                               |
| 16  | 14 juli      | Vaison-la-Romaine   | La Marseillaise (Édith Piaf)                              | Thijs Zonneveld, Frans Timmermans, Marijn de Vries                                             |
| 17  | 15 juli      | Solérieux           | La fille qui m'accompagne (Francis Cabrel)                | Bert Wagendorp, Merijn Zeeman, Addy Engels, Aart Vierhouten                                    |
| 18  | 16 juli      | Crots               | Quand le soleil dit bonjour aux montagnes (Lucille Starr) | Bert Wagendorp, René van Kooten, Jan Hoogsteen                                                 |
| 19  | 17 juli      | Crots               | Les copains d'abord (Georges Brassens)                    | Bert Wagendorp, Jan Janssen, Joop Zoetemelk                                                    |
| 20  | 18 juli      | Oz-en-Oisans        | La valse a mille temps (Jacques Brel)                     | Bert Wagendorp, Steven de Jongh, Martin Bons                                                   |
| 21  | 19 juli      | Annecy              | Salut les amoureux (Joe Dassin)                           | Bert Wagendorp, Rick de Leeuw, Steven Rooks, Pat McQuaid                                       |
| 22  | 20 juli      | Beaune              | Un, deux, trois (Catherine Ferry)                         | Bert Wagendorp, Edwin Winkels, Thijs Zonneveld                                                 |
| 23  | 21 juli      | Parijs              | Nuit sur les Champs-Elysées (Miles Davis)                 | Bert Wagendorp, Stef Clement, Tour-renners van Belkin Pro Cycling, Tom Dumoulin, Niki Terpstra |

### 2019
Presentatie aan tafel: Dione de Graaff. Presentatie op locatie: Herman van der Zandt. Interviews rond etappe: Han Kock. Beginmuziek: "Les Passagers" (Berry Pottier). Eindmuziek: "Di Doo Dah" (Jane Birkin). Eindrubriek: 'Emi van der Wiel' (Kasper van Kooten, tot zondag 14 juli).
| Nr. | Uitzenddatum | Locatie uitzending           | Kijkcijfers | Analist              | Overige gasten aan tafel                                                                       | Interview Herman                                                                 |
| --- | ------------ | ---------------------------- | ----------- | -------------------- | ---------------------------------------------------------------------------------------------- | -------------------------------------------------------------------------------- |
| 1   | Za. 6 juli   | Brussel (voor Brussels Expo) | 1.033.000   | Danny Nelissen       | Fabio Jakobsen, Jan Mulder                                                                     | Mike Teunissen                                                                   |
| 2   | Zo. 7 juli   | Brussel                      | 1.108.000   | Theo Bos             | Jos van Emden, Sven Nys                                                                        | Mike Teunissen                                                                   |
| 3   | Ma. 8 juli   | Boursault                    | 1.154.000   | Danny Nelissen       | Frank Renout, Maarten van der Weijden                                                          | Julian Alaphilippe                                                               |
| 4   | Di. 9 juli   | Nancy (Place Stanislas)      | 965.000     | Theo Bos             | Diana Kuip, Bram Welten                                                                        | Elia Viviani                                                                     |
| 5   | Wo. 10 juli  | Eguisheim                    | 842.000     | Danny Nelissen       | Henk Lubberding, Bob van Oosterhout                                                            | Iwan Spekenbrink                                                                 |
| 6   | Do. 11 juli  | Riquewihr                    | 904.000     | Theo Bos             | Henk Lubberding, Sven Nys                                                                      | Giulio Ciccone & Steven de Jongh                                                 |
| 7   | Vr. 12 juli  | Cluny (Abdij van Cluny)      | 1.036.000   | Danny Nelissen       | Bert Blocken, Thomas Dekker                                                                    | Dylan Groenewegen                                                                |
| 8   | Za. 13 juli  | Saint-Étienne                | 858.000     | Theo Bos             | Karin Lambrechtse, Thijs Zonneveld                                                             | Thomas De Gendt                                                                  |
| 9   | Zo. 14 juli  | Le Puy-en-Velay              | 1.028.000   | Danny Nelissen       | Sybrand Buma, Maarten Ducrot                                                                   | Annemiek van Vleuten (online) & Daryl Impey                                      |
| 10  | Ma. 15 juli  | Albi                         | 1.070.000   | Chantal Blaak        | Cees Bol, Tex de Wit                                                                           | Wout van Aert                                                                    |
| 11  | Di. 16 juli  | Albi                         | 906.000     | Danny Nelissen       | Rob Harmeling, Richard Plugge                                                                  | Servais Knaven                                                                   |
| 12  | Wo. 17 juli  | Vigueron                     | 944.000     | Chantal Blaak        | Kjeld Nuis, Thijs Zonneveld                                                                    | Caleb Ewan                                                                       |
| 13  | Do. 18 juli  | Pau                          | 941.000     | Stef Clement         | Louis van Gaal, Rob Harmeling                                                                  | Simon Yates                                                                      |
| 14  | Vr. 19 juli  | Pau                          | 934.000     | Stef Clement         | Wilfried de Jong, Marianne Vos                                                                 | Mathieu Heijboer                                                                 |
| 15  | Za. 20 juli  | Lanne                        | 973.000     | Danny Nelissen       | Sjinkie Knegt, Edwin Winkels                                                                   | Laurens De Plus                                                                  |
| 16  | Zo. 21 juli  | Sommières                    | 1.001.000   | Stef Clement         | Sebastiaan Timmerman, Merijn Zeeman                                                            | Steven Kruijswijk (Dione) & Julian Alaphilippe                                   |
| 17  | Ma. 22 juli  | Nîmes (Arena van Nîmes)      | 1.058.000   | Danny Nelissen       | Thomas Dekker, Christophe Vandegoor                                                            | Bauke Mollema                                                                    |
| 18  | Di. 23 juli  | Voor de Pont du Gard         | 869.000     | Danny Nelissen       | Stef Clement, Hidde Haisma                                                                     | Dylan van Baarle & Wout Poels                                                    |
| 19  | Wo. 24 juli  | Crots                        | 1.032.000   | Annemiek van Vleuten | Laurens ten Dam, René Froger                                                                   | Servais Knaven                                                                   |
| 20  | Do. 25 juli  | Saint-Rémy-de-Maurienne      | 994.000     | Danny Nelissen       | Thomas Dekker, Annemiek van Vleuten                                                            | Merijn Zeeman                                                                    |
| 21  | Vr. 26 juli  | Les Avanchers-Valmorel       | 1.171.000   | Danny Nelissen       | Laurens ten Dam, Jan-Willem van Schip                                                          | Servais Knaven                                                                   |
| 22  | Za. 27 juli  | Meaux                        | 1.052.000   | Stef Clement         | Rob Harmeling, Joop Zoetemelk                                                                  | Steven Kruijswijk                                                                |
| 23  | Zo. 28 juli  | Parijs                       | 1.044.000   | Danny Nelissen       | Mike Teunissen (voor de uitzending), Rob Harmeling, Dylan van Baarle, Wout Poels, Stef Clement | Egan Bernal, Steven Kruijswijk & Peter Sagan, daarna schoof Herman aan aan tafel |

### 2020
Presentatie aan tafel: Dione de Graaff. Presentatie op locatie: Herman van der Zandt. Interviews rond etappe: Han Kock. Commentator samenvatting etappe: Erik van Dijk. Beginmuziek: "Tour de France" (Ellen ten Damme). Eindmuziek: "Quelque Chose" (Carla Bruni). Interviews online ivm coronamaatregelen.
| Nr. | Uitzenddatum     | Locatie uitzending (NL)                     | Kijkcijfers | Analist         | Overige gasten aan tafel             | Interview Herman           |
| --- | ---------------- | ------------------------------------------- | ----------- | --------------- | ------------------------------------ | -------------------------- |
| 1   | Za. 29 augustus  | Nootdorp                                    | 897.000     | Danny Nelissen  | Jan Janssen, Mike Teunissen          | Cees Bol (online)          |
| 2   | Zo. 30 augustus  | Leiden (Naturalis)                          | 934.000     | Stef Clement    | Michael Boogerd, Steven Verstockt    | Patrick Lefevere (online)  |
| 3   | Ma. 31 augustus  | Vlissingen                                  | 1.089.000   | Thomas Dekker   | Patricia Bruijning, Maarten Ducrot   | Steven de Jongh (online)   |
| 4   | Di. 1 september  | Rotterdam                                   | 1.075.000   | Stef Clement    | Mathieu Heijboer, Wilfried de Jong   | Merijn Zeeman (online)     |
| 5   | Wo. 2 september  | Hilversum (Beeld en Geluid)                 | 969.000     | Theo Bos        | Laurens ten Dam, Leo Driessen        | Wout van Aert (online)     |
| 6   | Do. 3 september  | Warmenhuizen                                | 890.000     | Danny Nelissen  | Daniel Abraham, Steven Rooks         | Servais Knaven (online)    |
| 7   | Vr. 4 september  | Harkema                                     | 714.000     | Michael Boogerd | Henk de Jong, Pieter Weening         | Tom Dumoulin (online)      |
| 8   | Za. 5 september  | Zuidhorn                                    | 1.105.000   | Stef Clement    | Arjen Robben, Erben Wennemars        | Frans Maassen (online)     |
| 9   | Zo. 6 september  | Zwolle (Museum de Fundatie)                 | 896.000     | Theo Bos        | Aike Visbeek, Kirsten Wild           | Dylan van Baarle (online)  |
| 10  | Ma. 7 september  | Denekamp (Hennie Kuiper museum)             | 763.000     | Thomas Dekker   | Hennie Kuiper, Diana Kuip            | Bauke Mollema (online)     |
| 11  | Di. 8 september  | Amsterdam (Het Scheepvaartmuseum)           | 893.000     | Danny Nelissen  | Roxane Knetemann, Martijn Berkhout   | geen                       |
| 12  | Wo. 9 september  | Voorst                                      | 980.000     | Stef Clement    | Elis Ligtlee, Henk Lubberding        | Cees Bol (online)          |
| 13  | Do. 10 september | Nijverdal                                   | 853.000     | Michael Boogerd | Youri Mulder, Rob Harmeling          | Marc Hirschi (online)      |
| 14  | Vr. 11 september | Apeldoorn (Omnisport Apeldoorn)             | 724.000     | Theo Bos        | Thomas Dekker, Harrie Lavreysen      | geen                       |
| 15  | Za. 12 september | Utrecht (Het Spoorwegmuseum)                | 924.000     | Stef Clement    | Nancy van der Burg, Frank Heine      | geen                       |
| 16  | Zo. 13 september | Berg en Terblijt (Kasteel Geulzicht)        | 1.076.000   | Michael Boogerd | Nils Eekhoff, Danny Nelissen         | Servais Knaven (online)    |
| 17  | Ma. 14 september | Valkenburg                                  | 747.000     | Theo Bos        | Thomas Dekker, Leo van Vliet         | Wout Poels (online)        |
| 18  | Di. 15 september | Maastricht (Kasteel Neercanne)              | 915.000     | Stef Clement    | Thomas Rieff, André Rieu             | Tom Dumoulin (online)      |
| 19  | Wo. 16 september | 's-Hertogenbosch (Het Noordbrabants Museum) | 1.091.000   | Micheal Boogerd | Sven Nys, Ceylin del Carmen Alvarado | Richard Plugge (online)    |
| 20  | Do. 17 september | St. Willebrord                              | 871.000     | Thomas Dekker   | Rini Wagtmans, Frank Evenblij        | Primož Roglič (online)     |
| 21  | Vr. 18 september | Tilburg (LocHal)                            | 936.000     | Danny Nelissen  | Jean-Paul van Poppel, Lars Boom      | Joris Nieuwenhuis (online) |
| 22  | Za. 19 september | Madurodam                                   | 1.126.000   | Michael Boogerd | Thomas Dekker, Henk Lubberding       | Merijn Zeeman              |
| 23  | Zo. 20 september | Rijpwetering                                | 1.228.000   | Stef Clement    | Theo Bos, Danny Nelissen             | geen                       |

### 2021
Presentatie aan tafel: Dione de Graaff. Presentatie op locatie: Herman van der Zandt. Interviews rond etappe: Han Kock. Commentator samenvatting etappe: Erik van Dijk. Beginmuziek: "Tour de France" (Ellen ten Damme). Eindmuziek: "Voila" (Barbara Pravi). Interviews op locatie, maar niet face-to-face.
| Nr. | Uitzenddatum | Locatie uitzending (NL)                    | Kijkcijfers | Analist          | Overige gasten aan tafel            | Interview Herman     |
| --- | ------------ | ------------------------------------------ | ----------- | ---------------- | ----------------------------------- | -------------------- |
| 1   | Za. 26 juni  | Hilversum (Villa Heideheuvel)              | 503.000     | Danny Nelissen   | Timo Roosen, Roxane Knetemann       | Ide Schelling        |
| 2   | Zo. 27 juni  | Bergen op Zoom (Markiezenhof)              | 729.000     | Michael Boogerd  | Diana Kuip, Guus Bierings           | Mathieu van der Poel |
| 3   | Ma. 28 juni  | Beesd (Heerlijkheid Mariënwaerdt)          | 353.000     | Roy Curvers      | Fabio Jakobsen, Menno Haanstra      | Stef Clement         |
| 4   | Di. 29 juni  | Nuenen (Opwettense watermolen)             | 475.000     | Danny Nelissen   | Taco van der Hoorn, Henk Lubberding | Mark Cavendish       |
| 5   | Wo. 30 juni  | Ysselsteyn (Museum De Peelstreek)          | 947.000     | Michael Boogerd  | Peter Winnen, Samefko Ludidi        | geen                 |
| 6   | Do. 1 juli   | Maastricht (Kasteel Hoogenweerth)          | 872.000     | Ramon Sinkeldam  | Teun van Erp, Gregory Sedoc         | Mike Teunissen       |
| 7   | Vr. 2 juli   | Oud Valkenburg (Kasteel Schaloen)          | 856.000     | Roxane Knetemann | Karsten Kroon, Diana Kuip           | Ide Schelling        |
| 8   | Za. 3 juli   | Geulhem (La Caverne de Geulhem)            | 743.000     | Michael Boogerd  | Loes Gunnewijk, Roy Curvers         | Wout Poels           |
| 9   | Zo. 4 juli   | Houthem (Château St. Gerlach)              | 765.000     | Thomas Dekker    | Laurens ten Dam, Leo Alkemade       | geen                 |
| 10  | Ma. 5 juli   | Haelen (Kasteel Aldenghoor)                | 1.088.000   | Danny Nelissen   | Adrie van der Poel, Bart Brentjens  | Steven Kruijswijk    |
| 11  | Di. 6 juli   | Molenschot (Herberg De Drie Linden)        | 263.000     | Roxane Knetemann | Jeroen Blijlevens, Stef Clement     | Tim Declercq         |
| 12  | Wo. 7 juli   | Honselersdijk (Westlands Museum)           | 350.000     | Danny Nelissen   | Thomas Dekker, Gerrit Solleveld     | Wout van Aert        |
| 13  | Do. 8 juli   | Den Haag (Kunstmuseum Den Haag)            | 866.000     | Michael Boogerd  | Kiran Badloe, Michel Mulder         | Wilco Kelderman      |
| 14  | Vr. 9 juli   | Rotterdam (Sociëteit De Maas)              | 828.000     | Marcel Kittel    | Ellen Brunninkhuis, Ahmed Aboutaleb | Mark Cavendish       |
| 15  | Za. 10 juli  | Elden (Molen De Hoop)                      | 989.000     | Kenny van Hummel | Theo Janssen, Stef Clement          | Bauke Mollema        |
| 16  | Zo. 11 juli  | Dieren (Gazellefabriek)                    | 336.000     | Erik Breukink    | Rob Harmeling, Marcel Kittel        | geen                 |
| 17  | Ma. 12 juli  | Varsseveld (Hofshuus)                      | 903.000     | Roxane Knetemann | Sven Nijs, Thomas Dekker            | Jonas Vingegaard     |
| 18  | Di. 13 juli  | Enter (De Waarf)                           | 1.023.000   | Sven Nijs        | Hennie Stamsnijder, Tom Stamsnijder | Servais Knaven       |
| 19  | Wo. 14 juli  | Emmen (Wildlands)                          | 947.000     | Thomas Dekker    | Evert ten Napel, Chantal Blaak      | geen                 |
| 20  | Do. 15 juli  | Wijster (Col du VAM, Camping De Otterberg) | 948.000     | Stef Clement     | Addy Engels, Henk Lubberding        | geen                 |
| 21  | Vr. 16 juli  | Chaam (Raadhuis)                           | 838.000     | David Dekker     | Diana Kuip, Rob Harmeling           | Mike Teunissen       |
| 22  | Za. 17 juli  | Alkmaar (Waag)                             | 751.000     | Thomas Dekker    | Stef Clement, Mark Koghee           | Wilco Kelderman      |
| 23  | Zo. 18 juli  | Amsterdam (Muziekgebouw aan 't IJ)         | 927.000     | Marcel Kittel    | Stef Clement, Roxane Knetemann      | geen                 |

### 2022
Presentatie aan tafel: Dione de Graaff. Presentatie op locatie: Herman van der Zandt. Interviews rond etappe: Han Kock en Steven Dalebout. Commentator samenvatting etappe: Ayolt Kloosterboer. Beginmuziek: "Les Passagers" (Berry Pottier) & "Tour de France" (Ellen ten Damme). Optreden 21 juli: "La Bicyclette" (Julie Huard). Eindmuziek: "Voila" (Barbara Pravi).
| Nr. | Uitzenddatum | Locatie uitzending                   | Kijkcijfers | Analist          | Overige gasten aan tafel                            | Interview Herman     |
| --- | ------------ | ------------------------------------ | ----------- | ---------------- | --------------------------------------------------- | -------------------- |
| 1   | Vr. 1 juli   | Dragor                               | 1.050.000   | Marcel Kittel    | Sven Kramer, Thijs Zonneveld                        | Yves Lampaert        |
| 2   | Za. 2 juli   | Odense                               | 975.000     | Roxane Knetemann | Bo Hamburger, Sven Nys                              | Fabio Jakobsen       |
| 3   | Zo. 3 juli   | Sønderborg                           | 796.000     | Marcel Kittel    | Léon van Bon, Blaudzun                              | geen                 |
| 4   | Ma 4 juli    | De Lutte                             | 931.000     | Roxane Knetemann | Henk Lubberding, Thomas Dekker                      | Magnus Cort          |
| 5   | Di. 5 juli   | Huizen                               | 1.067.000   | Stef Clement     | Milan Vader, Ide Schelling                          | geen                 |
| 6   | Wo. 6 juli   | Oudorp                               | 762.000     | Thomas Dekker    | Tom Dumoulin, Niki Terpstra, Laurens ten Dam        | Taco van der Hoorn   |
| 7.  | Do. 7 juli   | Louppy-sur-Loison                    | 950.000     | Roxane Knetemann | Michael Boogerd, Lieven Corthouts                   | Wout van Aert        |
| 8.  | Vr. 8 juli   | Oricourt                             | 1.703.000   | Danny Nelissen   | Aike Visbeek, Sven Nijs                             | Lennard Kämna        |
| 9.  | Za. 9 juli   | Essertines-sur-Rolle                 | 1.085.000   | Michael Boogerd  | Ellen van Dijk, Rob Harmeling                       | Nathan Van Hooydonck |
| 10. | Zo. 10 juli  | Chatel                               | 981.000     | Danny Nelissen   | Irene Schouten, Sven Nys                            | Bauke Mollema        |
| 11. | Ma. 11 juli  | Tignes                               | 846.000     | Michael Boogerd  | Mike Teunissen, Koen Bouwman, Sam Oomen             | Jonas Vingegaard     |
| 12. | Di. 12 juli  | Morzine                              | 925.000     | Stef Clement     | Louis Delahaye, Thijs Zonneveld                     | Dylan van Baarle     |
| 13. | Wo. 13 juli  | Allemond                             | 1.066.000   | Danny Nelissen   | Marcel van Roosmalen, Rob Harmeling                 | Jonas Vingegaard     |
| 14. | Do. 14 juli  | Allemond (Auberge La Douce Montagne) | 980.000     | Stef Clement     | Jetze Plat, Michael Boogerd                         | Romain Bardet        |
| 15, | Vr. 15 juli  | Sainte-Croix-en-Jarez                | 909.000     | Danny Nelissen   | Fien Vermeulen, Maarten Vangramberen                | Mads Pedersen        |
| 16. | Za. 16 juli  | Pradelles                            | 890.000     | Stef Clement     | Riejanne Markus, Douwe van Hinsbergen               | Michael Matthews     |
| 17. | Zo. 17 juli  | Carcassonne                          | 987.000     | Roxane Knetemann | Fabio Jakobsen, Eelco Berkhout                      | Merijn Zeeman        |
| 18. | Ma. 18 juli  | Blomac                               | 829.000     | Roxane Knetemann | Taco van der Hoorn, Bas Tietema                     | Jonas Vingegaard     |
| 19. | Di. 19 juli  | Mirepoix                             | 966.000     | Stef Clement     | Michiel Elijzen, Jos Hayen                          | Martijn Tusveld      |
| 20. | Wo. 20 juli  | Arreau                               | 941.000     | Roxane Knetemann | Michael Boogerd, Diederik Smit                      | Fabio Jakobsen       |
| 21. | Do. 21 juli  | Lourdes                              | 1.087.000   | Stef Clement     | Diana Kuip, Serge Pauwels                           | Wout van Aert        |
| 22. | Vr. 22 juli  | Montpezat-de-Quercy                  | 871.000     | Marcel Kittel    | Bert Blocken, Michael Boogerd                       | Dylan Groenewegen    |
| 23, | Za. 23 juli  | Germigny-l'Évêque                    | 717.000     | Stef Clement     | Marcel Kittel, Joop Zoetemelk                       | Merijn Zeeman        |
| 24. | Zo. 24 juli  | Parijs (Petit Palais)                | 1.083.000   | Marcel Kittel    | Stef Clement, Dylan Groenewegen, Taco van der Hoorn | geen                 |

### 2023
Presentatie aan tafel: Dione de Graaff. Presentatie op locatie: Herman van der Zandt. Interviews rond etappe: Han Kock en Steven Dalebout. Commentator samenvatting etappe: Erik van Dijk. Beginmuziek: "Les Passagers" (Berry Pottier). Eindmuziek: "Douce France" (Julie Huard). Tijdens de zevende uitzending een optreden van de pianisten Lucas en Arthur Jussen. Op 8 juli was Herman van der Zandt eenmalig de presentator, omdat De Graaff de uitvaart van Jan Stekelenburg bijwoonde. Tijdens de laatste uitzending schoven meerdere renners aan naast de analisten van die dag.
| Nr. | Uitzenddatum | Locatie uitzending         | Kijkcijfers | Analist          | Overige gasten aan tafel               | Interview Herman                          |
| --- | ------------ | -------------------------- | ----------- | ---------------- | -------------------------------------- | ----------------------------------------- |
| 1   | Za. 1 juli   | Bilbao (Guggenheim Museum) | 725.000     | Marcel Kittel    | Michael Boogerd & Edwin Winkels        | Pascal Eenkhoorn                          |
| 2   | Zo. 2 juli   | San Sebastián (Stadhuis)   | 705.000     | Roxane Knetemann | Diederik Ebbinge & Stef Clement        | Victor Lafay                              |
| 3   | Ma. 3 juli   | Saint-Pée-sur-Nivelle      | 926.000     | Marcel Kittel    | Koen de Kort & Nahom Desale            | Jasper Philipsen                          |
| 4   | Di. 4 juli   | Larressingle               | 908.000     | Roxane Knetemann | Joost Brinkman & Marcel Kittel         | Mathieu van der Poel                      |
| 5   | Wo. 5 juli   | Bizanos                    | 975.000     | Michael Boogerd  | Stef Clement & Julius van den Berg     | geen (Jai Hindley bleek niet beschikbaar) |
| 6   | Do. 6 juli   | Lanne                      | 908.000     | Roxane Knetemann | Laurens ten Dam & Martijn van Hooff    | Fabio Jakobsen                            |
| 7   | Vr. 7 juli   | Cadaujac                   | 891.000     | Marcel Kittel    | Lucas en Arthur Jussen & Aike Visbeek  | Neilson Powless                           |
| 8   | Za 8 juli    | Mortemart                  | 930.000     | Roxane Knetemann | Adrie van der Poel & Sven Nys          | Steven de Jongh (via videoverbinding)     |
| 9   | Zo. 9 juli   | Clermont-Ferrand           | 1.110.000   | Michael Boogerd  | Fabio Jakobsen & Benja Bruijning       | Jonas Vingegaard                          |
| 10. | Ma. 10 juli  | Orcival                    | 901.000     | Tom Dumoulin     | Mike Teunissen & Karl Vannieuwkerke    | Peio Bilbao                               |
| 11. | Di. 11 juli  | Brassac-les-Mines          | 1.016.000   | Stef Clement     | Merijn Zeeman & Thijs Zeeman           | Peio Bilbao                               |
| 12  | Wo. 12 juli  | Moulins                    | 1.020.000   | Tom Dumoulin     | Adne van Engelen & Tom Waes            | Dylan Groenewegen                         |
| 13  | Do. 13 juli  | Cluny                      | 897.000     | Stef Clement     | Henk Lubberding & Lara Van Genechten   | Jon Izagirre                              |
| 14  | Vr. 14 juli  | Clermont-les-Fermes        | 964.000     | Tom Dumoulin     | Laurens ten Dam & Taco van der Hoorn   | Grischa Niermann                          |
| 15  | Za. 15 juli  | Les Gets                   | 1.135.000   | Roxane Knetemann | Stef Clement & Thomas Dekker           |                                           |
| 16  | Zo. 16 juli  | Megève                     | 1.398.000   | Tom Dumoulin     | Robert Gesink & Nienke Brinkman        | Wout Poels                                |
| 17  | Ma. 17 juli  | Le Fayet                   | 1.125.000   | Roxane Knetemann | Tom Dumoulin & Lars van den Berg       | Mike Teunissen                            |
| 18  | Di. 18 juli  | Taninges                   | 1.259.000   | Stef Clement     | Roxane Knetemann & Giedo van der Garde | Mathieu Heijboer                          |
| 19  | Wo. 19 juli  | Brides-les-Bains           | 1.278.000   | Tom Dumoulin     | Rob Harmeling & Serge Pauwels          | Jonas Vingegaard                          |
| 20  | Do. 20 juli  | Pérouges                   | 1.057.000   | Stef Clement     | Lorena Wiebes & Tomas Van Den Spiegel  | Pascal Eenkhoorn                          |

### 2024
Presentatie aan tafel: Dione de Graaff. Interviews rond etappe: Han Kock en Steven Dalebout. Commentator samenvatting etappe: Erik van Dijk. Beginmuziek:  "Les Passagers" (Berry Pottier). Eindmuziek: "Parler français" (Claude). 
De rol van Herman van der Zandt wordt deze Tour afwisselend overgenomen door Roxane Knetemann, Tom Dumoulin, Michael Boogerd en Stef Clement. Dit is niet elke dag een interview met een renner van de dag, maar kan ook een reportage op locatie zijn.
| Nr. | Datum      | Locatie                 | Kijkcijfers | Analist                                                                                   | Overige gasten aan tafel                                                                  | Interview                                 |
| --- | ---------- | ----------------------- | ----------- | ----------------------------------------------------------------------------------------- | ----------------------------------------------------------------------------------------- | ----------------------------------------- |
| 1   | Za 29 juni | Cesenatico              | 336.000     | Tom Dumoulin                                                                              | Renate Verhoofstad & Frans Maassen                                                        | Frank van den Broek door Roxane Knetemann |
| 2   | Zo 30 juni | Modena                  | 300.000     | Roxane Knetemann                                                                          | Michel van Egmond & Michael Boogerd                                                       | geen (reportage van Tom Dumoulin)         |
| 3   | Ma 1 juli  | Turijn                  | 270.000     | Tom Dumoulin                                                                              | Edwin van der Sar & Arvid de Kleijn                                                       | geen (reportage van Roxane Knetemann)     |
| 4   | Di 2 juli  | Saint-Jean-de-Maurienne | 237.000     | Roxane Knetemann                                                                          | Saskia Dekkers & Sven Nys                                                                 | geen (reportage van Michael Boogerd)      |
| 5   | Wo 3 juli  | Pérouges                | 783.000     | Tom Dumoulin                                                                              | Nathan Van Hooydonck & Adrie van der Poel                                                 | geen (reportage van Roxane Knetemann)     |
| 6   | Do 4 juli  | Seurre                  | 698.000     | Michael Boogerd                                                                           | Alex Pastoor & Sven Nys                                                                   | Dylan Groenewegen door Tom Dumoulin       |
| 7   | Vr 5 juli  | Beaune                  | 245.000     | Michael Boogerd                                                                           | Gio Lippens & Andries Lamain                                                              | geen (reportage van Roxane Knetemann)     |
| 8   | Za 6 juli  | Essoyes                 | 676.000     | Roxane Knetemann                                                                          | Pieter Roelofs & Sep Vanmarcke                                                            | geen (reportage van Michael Boogerd)      |
| 9   | Zo 7 juli  | Fouchères               | 698.000     | Michael Boogerd                                                                           | Tessa Neefjes & Sven Nys                                                                  | geen (reportage van Roxane Knetemann)     |
| 10  | Ma 8 juli  | Orléans                 | 606.000     | Marcel Kittel                                                                             | Fabio Jakobsen, Lars van den Berg & Kristof De Kegel                                      | geen (reportage van Roxane Knetemann)     |
| 11  | Di 9 juli  | Saint-Amand-Montrond    | 294.000     | Marcel Kittel                                                                             | Caro Derkx & Wilfried de Jong                                                             | geen (reportage van Roxane Knetemann)     |
| 12  | Wo 10 juli | Murat                   | 495.000     | Marcel Kittel                                                                             | Annemiek van Vleuten & Stef Clement                                                       | geen                                      |
| 13  | Do 11 juli | Prayssac                | 749.000     | Stef Clement                                                                              | Aike Visbeek & Roxane Knetemann                                                           | geen (reportage van Marcel Kittel)        |
| 14  | Vr 12 juli | Le Houga                | 382.000     | Marcel Kittel                                                                             | Annemiek van Vleuten & Luuk Hilkens                                                       | geen (reportage van Stef Clement)         |
| 15  | Za 13 juli | Pau                     | 642.000     | Tom Dumoulin                                                                              | Steven de Jongh & Herman van der Zandt                                                    | geen (reportage van Roxane Knetemann)     |
| 16  | Zo 14 juli | Ferrals-les-Corbières   | 327.000     | Stef Clement                                                                              | Tom Dumoulin & Susanne Roos                                                               | geen (reportage van Roxane Knetemann)     |
| 17  | Ma 15 juli | Gruissan                | 640.000     | Tom Dumoulin                                                                              | Mike Teunissen, Maarten Vangramberen & Roxane Knetemann                                   | geen (reportage van Stef Clement)         |
| 18  | Di 16 juli | Montfrin                | 742.000     | Tom Dumoulin                                                                              | Jos van Emden & Jesse Zwart                                                               | geen (reportage van Stef Clement)         |
| 19  | Wo 17 juli | Montabard               | 611.000     | Stef Clement                                                                              | Laurens ten Dam & Wilbert Broekhuijzen                                                    | geen (reportage van Roxane Knetemann)     |
| 20  | Do 18 juli | Barcelonnette           |             | Roxane Knetemann                                                                          | Annemiek van Vleuten & Lucas Hamming                                                      | Bart Lemmen door Stef Clement             |
| 21  | Vr 19 juli | Saint-Laurent-du-Var    |             | Roxane Knetemann                                                                          | Hugo de Jonge & Tom Dumoulin                                                              | geen (reportage van Stef Clement)         |
| 22  | Za 20 juli | Nice                    |             | Stef Clement                                                                              | Annemiek van Vleuten, Dylan Groenewegen & Frank van den Broek                             | geen (reportage van Tom Dumoulin)         |
| 23  | Zo 21 juli | Nice                    |             | Stef Clement, Annemiek van Vleuten, Roxane Knetemann, Tom Dumoulin en Marijn van den Berg | Stef Clement, Annemiek van Vleuten, Roxane Knetemann, Tom Dumoulin en Marijn van den Berg | geen                                      |

1. 1 2 3 4 5 6  Uitzending op NPO 3 vanwege EK voetbal.

Tour de France Femmes
Presentatie aan tafel: Jeroen Stomphorst. Interviews rond etappe: Steven Dalebout/Han Kock. Commentator samenvatting etappe: Gabriel Melsing. Reportages: Stef Clement. Beginmuziek:  "Tour de France" (Ellen ten Damme) / "Les Passagers" (Berry Pottier). Eindmuziek: "Parler français" (Claude). 
| Nr. | Datum            | Locatie                          | Kijkcijfers | Analist                                                                                    | Overige gasten aan tafel                                                                   | Interview      |
| --- | ---------------- | -------------------------------- | ----------- | ------------------------------------------------------------------------------------------ | ------------------------------------------------------------------------------------------ | -------------- |
| 1   | Ma. 12 auugustus | Rotterdam (Twente/7 aan de Maas) | 560.000     | Marcel Kittel                                                                              | Harrie Lavreysen & Roxane Knetemann                                                        | Charlotte Kool |
| 2   | Di. 13 augustus  | Rotterdam (Hotel New York)       | 518.000     | Annemiek van Vleuten                                                                       | Ahmed Aboutaleb & Michael Boogerd                                                          | geen           |
| 3   | Wo 14. augustus  | Blegny (Steenkoolmijn van Blegny | 470.000     | Tom Dumoulin                                                                               | Ine Beyen & Stef Clement                                                                   | Puck Pieterse  |
| 4   | Do 15 augustus   | Xertigny (Chateau des Brasseurs) | 457.000     | Annemiek van Vleuten                                                                       | Hedwig Neels & Roxane Knetemann                                                            | geen           |
| 5   | Vr 16 augustus   | Besançon                         | 512.000     | Tom Dumoulin                                                                               | Charlotte Kool, Gré en Roxane Knetemann                                                    | geen           |
| 6   | Za 17 augustus   | Allemond                         | 512.000     | Annemiek van Vleuten                                                                       | Esra Tromp & Iris Slappendel                                                               | Marianne Vos   |
| 7   | Zo 18 augustus   | Alpe d'Huez                      | 642.000     | Roxane Kneteman, Annemiek van Vleuten, Pauliena Rooijakkers, Puck Pieterse & Lucinda Brand | Roxane Kneteman, Annemiek van Vleuten, Pauliena Rooijakkers, Puck Pieterse & Lucinda Brand | geen           |

### 2025
Presentatie aan tafel: Dione de Graaff. Interviews rond etappe: Steven Dalebout en Han Kock (mannen), Ayolt Kloosterboer (vrouwen). Commentator samenvatting etappe: Joris van den Berg (mannen). 
Beginmuziek: "Tour de France" (Ellen ten Damme), eindmuziek: "C'est ma vie" (Salvatore Adamo) door Caroline Rutten. Optredens: dag 3 John Tana, dag 7 Leo Alkemade, dag 16 Roi Soleil, dag 18 Caroline Rutten & Dirk Overbeek.
Tijdens de live uitgezonden wedstrijden van het Europees kampioenschap voetbal vrouwen 2025 op de televisiezender NPO 1 wordt De Avondetappe om 21:30 uitgezonden via NPO 1 Extra en later op de avond via NPO 1. Twee keer is de uitzending vanwege het EK op NPO 3 live uitgezonden vanwege de audiodescriptie die bij de halve finales van het voetbal werden verzorgd op NPO 1 Extra.
| Nr.                   | Datum         | Locatie                                 | Kijkcijfers | Analist(en)                                   | Overige gasten aan tafel                                                                   | Interview of reportage                                                           | Tourcollege          |
| --------------------- | ------------- | --------------------------------------- | ----------- | --------------------------------------------- | ------------------------------------------------------------------------------------------ | -------------------------------------------------------------------------------- | -------------------- |
| 1                     | Za 5 juli     | Lewarde                                 | 554.000     | Marcel Kittel                                 | Frans Maassen & Allan Peiper                                                               | interview Dylan Groenewegen door Roxane Knetemann                                | Frank Heinen         |
| 2                     | Zo 6 juli     | Tilques                                 | 626.000     | Marcel Kittel                                 | Sven Nys & Mart de Kruif                                                                   | interview Adrie van der Poel door Jeroen Stomphorst                              | Herman van der Zandt |
| 3                     | Ma 7 juli     | Calais                                  | 532.000     | Stef Clement                                  | Fabio Jakobsen & Jenning de Boo                                                            | reportage door Roxane Knetemann                                                  | Pieter Roelofs       |
| 4                     | Di 8 juli     | Rouen                                   | 524.000     | Marcel Kittel & Roxane Knetemann              | Luc Steins                                                                                 | interview Mathieu van der Poel en reportage door Tom Dumoulin                    | Rob Kemps            |
| 5                     | Wo 9 juli     | Caen                                    | 405.000     | Tom Dumoulin                                  | Jochem Myjer & Steven de Jongh                                                             | interview Marijn van den Berg door Marcel Kittel                                 | Pieter Roelofs       |
| 6                     | Do 10 juli    | Clécy                                   | 536.000     | Stef Clement & Annemiek van Vleuten           | Marijke Gordijn                                                                            | reportage door Marcel Kittel                                                     | Frank Heinen         |
| 7                     | Vr 11 juli    | Dinan                                   | 444.000     | Tom Dumoulin                                  | David van der Poel & Sven Nys                                                              | reportage door Marcel Kittel                                                     | Robèrt van Beckhoven |
| 8                     | Za 12 juli    | Cossé-le-Vivien                         | 422.000     | Annemiek van Vleuten & Marcel Kittel          | Marit Bouwmeester                                                                          | reportage door Tom Dumoulin                                                      | Astrid Joosten       |
| 9                     | Zo 13 juli    | Chenonceaux                             | 327.000     | Tom Dumoulin                                  | Sven Nys & Julia Soek                                                                      | interview Jonas Rickaert door Jeroen Stomphorst                                  | Rob Kemps            |
| 10                    | Ma 14 juli    | Orcival                                 | 791.000     | Annemiek van Vleuten                          | Ine Beyen & Rafael van der Vaart                                                           | reportage door Tom Dumoulin                                                      |                      |
| 11                    | Di 15 juli    | Toulouse                                | 712.000     | Tom Dumoulin & Roxane Knetemann               | Ronald Koeman & Roel van Sintmaartensdijk                                                  |                                                                                  | Astrid Joosten       |
| 12                    | Wo 16 juli    | Toulouse                                | 404.000     | Stef Clement                                  | Aike Visbeek & Sep Vanmarcke                                                               | interview Jonas Vingegaard door Steven Dalebout, reportage door Roxane Knetemann | Herman van der Zandt |
| 13                    | Do 17 juli    | Bonnemazon                              | 216.000     | Roxane Knetemann                              | Servais Knaven en Adrie van der Poel                                                       | reportage door Tom Dumoulin                                                      | Rob Kemps            |
| 14                    | Vr 18 juli    | Saint-Béat                              | 365.000     | Niki Terpstra                                 | Edwin Goedhart & Christophe Vandegoor                                                      | reportage door Roxane Knetemann                                                  | Frank Heinen         |
| 15                    | Za 19 juli    | Sauveterre-de-Comminges                 | 234.000     | Roxane Knetemann & Stef Clement               | Laurens ten Dam                                                                            | interview Thymen Arensman door Jeroen Stomphorst                                 | Pieter Roelofs       |
| 16                    | Zo 20 juli    | Montpellier                             | 730.000     | Niki Terpstra                                 | Thijs Zonneveld & Gijs Scholten van Aschat                                                 | reportage door Roxane Knetemann                                                  |                      |
| 17                    | Ma 21 juli    | Montpellier                             | 649.000     | Marcel Kittel & Annemiek van Vleuten          | Tim Naberman & Pascal Eenkhoorn                                                            | reportage door Roxane Knetemann                                                  | Astrid Joosten       |
| 18                    | Di 22 juli    | Carpentras                              | 360.000     | Annemiek van Vleuten & Roxane Knetemann       | Serge Pauwels                                                                              | reportage door Marcel Kittel                                                     | Pieter Roelofs       |
| 19                    | Wo 23 juli    | Mirmande                                | 319.000     | Marcel Kittel & Michael Boogerd               | Diana Kuip & Robèrt van Beckhoven                                                          | interview Dylan Groenewegen door Jeroen Stomphorst                               | Robèrt van Beckhoven |
| 20                    | Do 24 juli    | Valmorel                                | 611.000     | Tom Dumoulin                                  | Vincent Karremans & Bert De Backer                                                         | reportage door Marcel Kittel                                                     | Frank Heinen         |
| 21                    | Vr 25 juli    | Aigueblanche                            | 827.000     | Michael Boogerd                               | Jan Vertonghen & Wilco Kelderman                                                           | interview Thymen Arensman door Tom Dumoulin                                      | Rob Kemps            |
| 22                    | Za 26 juli    | Germigny-l'Évêque (huis Joop Zoetemelk) | 685.000     | Marcel Kittel & Michael Boogerd               | Joop Zoetemelk                                                                             | samenvatting eerste etappe Tour de France Femmes                                 | Robèrt van Beckhoven |
| 23                    | Zo 27 juli    | Parijs                                  | 921.000     | Tom Dumoulin, Marcel Kittel & Michael Boogerd | Roel van Sintmaartensdijk & Pascal Eenkhoorn                                               | samenvatting tweede etappe Tour de France Femmes                                 | Herman van der Zandt |
| Tour de France Femmes |               |                                         |             |                                               |                                                                                            |                                                                                  |                      |
| 24                    | Ma 28 juli    | Bouchemaine                             | 633.000     | Tom Dumoulin                                  | Silke Smulders, Koen de Kort & Sam Oomen                                                   | interview Marianne Vos door Eline de Zeeuw                                       | Pieter Roelofs       |
| 25                    | Di 29 juli    | Chauvigny                               | 667.000     | Roxane Knetemann                              | Ellen van Dijk & Larissa Havik                                                             | reportages door Eline de Zeeuw en Tom Dumoulin                                   | Rob Kemps            |
| 26                    | Wo 30 juli    | Montluçon                               | 559.000     | Tom Dumoulin & Stef Clement                   | Jacco Verhaeren                                                                            | interview Lorena Wiebes door Eline de Zeeuw                                      | Herman van der Zandt |
| 27                    | Do 31 juli    | Andrézieux-Bouthéon                     | 617.000     | Roxane Knetemann                              | Angela Maas & Lars Boom                                                                    | interview Laurens ten Dam door Eline de Zeeuw                                    | Frank Heinen         |
| 28                    | Vr 1 augustus | Chambéry                                | 675.000     | Kirsten Wild                                  | Gert Jakobs, Koen van Mourik en Ilse Pluimers                                              | reportage door Eline de Zeeuw                                                    | Robèrt van Beckhoven |
| 29                    | Za 2 augustus | Taninges                                | 715.000     | Kirsten Wild & Annemiek van Vleuten           | Ymkje Clevering                                                                            | interview Dylan van Baarle door Eline de Zeeuw                                   | Astrid Joosten       |
| 30                    | Zo 3 augustus | Châtel                                  | 715.000     | Roxane Knetemann & Kirsten Wild               | Lucinda Brand, Femke de Vries, Ilse Pluimers, Lorena Wiebes, Demi Vollering & Nienke Vinke |                                                                                  |                      |